# La Sonate Hydrogène
La Sonate Hydrogène (titre original : The Hydrogen Sonata) est un roman de science-fiction d’Iain Banks, publié en octobre 2012.
Ce roman fait partie et clôt la série du Cycle de la Culture.
Il a été publié en France en octobre 2013 par les éditions Robert Laffont, dans la collection Ailleurs et Demain, no 237. La version poche est chez Le Livre de poche, 2014, no 33561,  (ISBN 9782253183501), 746 pages.
Le roman s'ouvre sur la destruction peu glorieuse d'un vaisseau des Zhidrens-Reliquants ; cet événement est le point de départ de diverses questions :
- qui a donné l'ordre de détruire ce vaisseau ?
- pourquoi a-t-on détruit ce vaisseau ?
- la destruction de ce vaisseau risque-t-elle de remettre en cause la Sublimation de la civilisation gzilte, prévue dans quelques semaines ?
- quel va être le rôle de Vyr Cossont dans la recherche des énigmes précitées, et quel sera son sort à la fin du roman ?

Le titre du roman évoque une sonate d'une très grande difficulté que Vyr Cossont cherche à jouer de manière parfaite.

## Principaux personnages
- Ngaroe QiRia : personnage recherché

- Personnages gziltes
  - Vyr Cossont : musicienne et lieutenant de réserve
  - Septame Banstegeyn
  - Générale Reikl
  - Maréchale Chekwri
  - Maréchal Boyuter
  - Présidente Sefoy Geljemyn
  - Virisse : amant de la présidente
  - Orpe : courtisane
  - Locuil : médecin-général

- Autres personnages
  - Scoaliera Tefwe : ancienne amante de Ngaroe QiRia, plongée en biostase
  - Jonsker Ap-Candrechenat : drone
  - T. C. Vilabier : auteur de la sonate hydrogène
  - Eglyle Parinherm : androïde

- Vaisseaux spatiaux dotés d'intelligences artificielles : voir section suivante.

## Principaux vaisseaux
Les vaisseaux sont de véritables personnages dans le roman.
- Vaisseaux gziltes
  - 5*Gelisg-Oplule
  - 7*Uagren
  - 8*Churkun, qui détruit le vaisseau zhiren-reliquant Exaltation-Parcimonie III

- Vaisseaux de la Culture
  - Vaisseaux particulièrement actifs
    - N'allez Pas Confondre… / en anglais : Mistake Not… (UE - Unité Erratique) [1]
    - Berdle, son avatar de forme humanoïde
    - C'est Toujours Mieux Que De Bosser (UCG - Unité de Contact Générale)

  - Autres vaisseaux prenant part au récit 
    - Caconyme ( UOL-Unité Offensive Limitée )
      - Zoologiste (intégré dans Caconyme)

    - Chute De Pression (VSM - Véhicule Système Médium)
    - Les Contenus Peuvent Varier (VSG - Véhicule Système Général)
    - Juste La Notice De Lavage Dans La Riche Tapisserie De La Vie (VSG - Véhicule Système Général)
    - Je Passais Dans Le Coin Et J'Ai Vu De La Lumière (VSM - Véhicule Système Médium) et ses deux vaisseaux d'escorte :
    - Jugement De Valeur (UOR-Unité Offensive rapide)
    - Délicieusement Indifférent Aux Vulgaires Exigences De La Véracité (UOR - Unité Offensive rapide)
    - Activité De Déplacement (UCG - Unité de Contact Générale)
    - Et Vous Trouvez Ça Propre ? (VSL - Véhicule Système Léger)
    - Empiriste (VSG - Véhicule Système Général)
    - Souriez Avec Tolérance
    - Contribution Exceptionnelle Au Processus Historique (SUR - Sentinelle ultra-Rapide)
    - Fait Plutôt Chaud, Finalement
    - Toutes Choses Légales Par Ailleurs (UCL - Unité de Contact Limitée)
    - Kakistocrate (VSG - Véhicule Système Général)
    - La Mélancolie Imprègne Tout Triomphe (VIE - Vaisseau Interstitiel Exploratoire)

- Vaisseaux des Zhidrens-reliquants
  - Exaltation-Parcimonie III (détruit par 8*Churkun)
  - Dissonance Océanique

## Résumé

### Présentation de la civilisation gzilte en début de roman
Les Gziltes forment une civilisation qui a failli rejoindre la Culture lors de sa formation, dix mille ans auparavant. Cette civilisation est organisée sur un mode militaire : les citoyens sont répartis en grades qui sont autant de classes sociales, et chacun d'eux est rattaché à un « régiment », qui peut regrouper des millions ou des milliards d'individus. Leur religion est fondée sur le Livre de la Vérité (en anglais : Book of Truth), qui a été rédigé par Briper Drodj il y a des milliers d'années et qui a « prévu » le développement technologique et social de la civilisation gzilte.
Lorsque le roman débute, les Gziltes ont décidé, après une longue réflexion qui a duré plusieurs générations et qui a débouché sur un référendum positif, de se « sublimer », c'est-à-dire de rejoindre le « Sublime », un espace-temps hors-normes, antithèse du monde Réel. On est à 24 jours de la Sublimation.
Dans la mesure où les Gziltes vont laisser leurs planètes et leurs machines sans maître, des civilisations voisines moins avancées sur le plan technologique attendent que la place se libère ; on les appelle les espèces « charognardes ».

### La destruction du vaisseauExaltation-Parcimonie III
Une civilisation qui a déjà sublimé est les Zhidrens, qui fut voisine des Gziltes. Quelques millions de Zhidrens n'ont pas sublimé : on les appelle les Zhidrens-Reliquants.
Le vaisseau zhidren-reliquant Exaltation-Parcimonie III se présente à proximité d'une base gzilte. Il n'est pas armé et indique vouloir délivrer une information capitale au gouvernement gzilte. Des pourparlers ont lieu, et soudainement, le vaisseau gzilt 8*Churkun désintègre le vaisseau zhidren-reliquant sans préavis.
La Culture avait envoyé divers vaisseaux croiser dans le secteur de la civilisation gzilte, non seulement pour saluer cette civilisation qui fait le grand saut dans l’inconnue de la Sublimation, mais surtout pour vérifier que les planètes et technologies laissés par les Gziltes ne feront pas l'objet d'attaques, voire de guerres, entre diverses espèces charognardes. On a l'œil spécialement sur les Liseidens et les Rontes, deux espèces limitrophes qui lorgnent les dépouilles gziltes.
Un vaisseau de la Culture, le N'Allez Pas Confondre…, qui était en faction dans l'attente d'un vaisseau Liseiden, a par hasard connaissance de la destruction du vaisseau zhidren-reliquant. Il « rameute » divers autres vaisseaux situés à proximité de l'empire gzilte. Une enquête officieuse débute : pourquoi les Gziltes ont-ils détruit un vaisseau désarmé et pacifique ?
Changement de point de vue : à l'état-major gzilte, on vient d'apprendre la destruction du vaisseau zhidren-reliquant et l'on est sidéré de ce comportement, à trois semaines de la Sublimation. On découvre qu'un micro-programme implanté dans l'intelligence artificielle du vaisseau 400 ans auparavant a déclenché le processus fatal. S'agirait-il d'une mutinerie du 14e régiment de Libération du Peuple Républicain Socialiste ?

### La destruction du QG du14erégiment
Le vaisseau gzilt 8*Churkun avait un logiciel espion implanté dans la mémoire centrale depuis environ quatre siècles, et a envoyé un message au 14e régiment de Libération du Peuple Républicain Socialiste. Le quartier-général de ce régiment rappelle immédiatement à son service la jeune femme Vyr Cossont, qui était en train de tenter de jouer parfaitement la Sonate Hydrogène, œuvre atonale particulièrement retorse, et qu'elle considère comme le grand défi de son existence. Dans l'optique de jouer de l'instrument appelé Onzecordes, qui doit se jouer à quatre mains, Vyr a fait modifier son corps de manière à avoir quatre bras et quatre mains…
Pendant ce temps, le Grand Quartier Général du gouvernement gzilte, situé sur le 1er Régiment, est sous la direction officielle de la maréchale Chekwri, mais sous la direction officieuse du septame Banstegeyn (on ignorera jusqu'à la fin son prénom). Banstegeyn, chargé des modalités concrètes de la Sublimation, donne l'ordre d'anéantir le quartier-général du 14e régiment, afin que le secret sur toute l'affaire soit parfaitement gardé. En bref, il s'agit d'étouffer l'affaire afin que la Sublimation se déroule correctement, sans annulation ou report.
Vyr Cossont, pendant ce temps, a été interrogée. Elle avait rencontré, durant sa période de formation, vingt ans auparavant, une personne dénommée Ngaroe QiRia, dont on disait qu'il était particulièrement âgé. Âgé, en fait, au point qu'il aurait participé aux négociations de création de la Culture 10 000 ans auparavant ; et âgé au point de savoir si le Livre de la Vérité était une création des Zhidrens et s'inscrivait dans un dessein spécifique.
Alors qu'elle s'apprête à quitter la base, celle-ci est attaquée par les forces du Grand Quartier général ; elle s'en sort de justesse, accompagnée d'un androïde. Le quartier-général du 14e régiment est pulvérisé.
Vyr est secourue par le vaisseau culturien N'Allez Pas Confondre…, venu enquêter auprès du 14e régiment.

### L'enquête réalisée par la Culture
Le vaisseau qui a détruit le QG du 14e Régiment a remarqué que Vyr Cossont s'était échappée, et poursuit le N'Allez Pas Confondre….
Plusieurs vaisseaux de la Culture, qui croisent dans cette zone de la galaxie, se mettent à envisager une éventuelle action collective : il convient de déterminer les tenants et aboutissants de la destruction du vaisseau zhidren-reliquant. Le groupe se pose diverses questions, et notamment celle de savoir s'il est juste de rechercher une vérité que personne ne demande, et à supposer qu'on la découvre, s'il faudrait la révéler aux Gziltes ou la garder secrète.
Vyr Cossont et le N'Allez Pas Confondre… tentent donc de retrouver Ngaroe QiRia pour savoir s'il aurait des informations sur la nature du Livre de la Vérité.
Ils rencontrent un dénommé Ximenyr, un chirurgien plastique qui crée des sculptures humaines, et qui a bien connu QiRia dans le passé.
Puis ils se mettent à la recherche d'un cube-mémoire que QiRia avait jadis remis à Vyr Cossont : ce cube contenait une copie de la mémoire de l'homme.
Les vaisseaux de la Culture parviennent à déterminer que QiRia vit sur un monde lointain qui est hors de contrôle de la zone d'influence culturienne ou gzilte. Ils font appel à un agent spécial de la Culture, Tefwe, placée en hibernation, pour retrouver QiRia.

### La rencontre avec Ngaroe QiRia
Ngaroe QiRia est localisé.
On apprend qu'il a volontairement procédé jadis à l'ablation d'une partie de sa mémoire, et que les informations que la Culture recherche étaient localisées dans ses yeux. Or ses yeux, il ne les a plus, les ayant remplacés par des organes auditifs supplémentaires.
C'est Ximenyr, « l'artiste plasticien », qui s'était chargé d'enlever ses yeux.
Pendant l'intervention pour rencontrer QiRia, l'agent Tefwe est tuée par la police locale.

### Révélations sur la nature duLivre de la Vérité
Grâce à la mémoire de QiRia, on apprend que le Livre de la Vérité était une expérience de sociologie théologique organisée par un groupe de scientifiques zhidrens. Lors de la formation de la Culture 10 000 ans auparavant, on a demandé à un panel de représentants de donner leur avis sur l'opportunité de révéler la vérité aux Gziltes, avant d'effacer la mémoire des représentants, avec leur consentement. Les représentants avaient décidé de laisser les choses suivre leur cours, sans rien révéler. QiRia était l'un de ces représentants, mais l'effacement de la mémoire avait été défectueux.
Les vaisseaux de la Culture délibèrent : maintenant que l'on connaît la vérité, que faire ? Ils décident de ne rien révéler aux Gziltes, afin de ne pas risquer de mettre en péril la Sublimation.

### Déroulement de laSublimation, dénouement et révélations finales
Le jour de la Sublimation arrive alors. Tout se passe à merveille : environ 99,9 % des Gziltes acceptent de Sublimer ; Banstegeyn et Chekqri font notamment partie des « partants ».
Vyr Cossont est l'une des très rares personnes qui décide de ne pas Sublimer pour l'instant.
En définitive, aux questions posées implicitement au début du roman, les réponses sont les suivantes :
- Qui a donné l'ordre de détruire ce vaisseau ?  → En fin de compte, on ignore s'il s'agit de rebelles opposés à la Sublimation ; la fin du roman pourrait laisser penser que le Haut-Commandement gzilte est responsable de la destruction du vaisseau, afin que la vérité sur Le Livre de la Vérité ne soit pas révélée.
- Pourquoi a-t-on détruit ce vaisseau ?  → Les Gziltes ne voulaient pas que la vérité sur Le Livre de la Vérité soit révélée ; le vaisseau a été détruit dans le cadre principal de la raison d'État et dans l'objectif de mener la Sublimation à son terme.
- La destruction de ce vaisseau risque-t-elle de remettre en cause la Sublimation de la civilisation gzilte, prévue dans quelques semaines ?  → La Sublimation des Gziltes intervient ; elle est un total succès.
- Quel va être le rôle de Vyr Cossont dans la recherche des énigmes précitées, et quel sera son sort à la fin du roman ?  → Elle a un rôle majeur dans la découverte de la vérité ; en fin de roman, elle renonce, pour l'instant, à Sublimer [2] ; elle reste totalement esseulée dans la Ville-Ceinture équatoriale de Xown.

## Définition duSublime
« Le Sublime. Le nirvana presque tangible, entièrement crédible, mathématiquement vérifiable, situé juste à quelques virages à angle droit par rapport à la chère vieille réalité ennuyeuse : une vaste ultra-existence, infinie, meilleure que le virtuel, sans interrupteur, dans lequel des espèces et des civilisations traînaient leurs vieux corps fatigués depuis l'époque - à ce qu'on disait - où la galaxie était encore pour ainsi dire en culotte courte. Le Sublime était l'endroit où on allait quand on avait le sentiment de ne plus pouvoir contribuer à la vie de la grande méta-civilisation galactique, et aussi - motivation parfois plus importante selon les espèces - quand on avait l'impression qu'elle ne pouvait plus rien vous apporter. Il fallait une civilisation entière pour le faire correctement, et il fallait vraiment beaucoup, beaucoup de temps à la plupart des civilisations pour se rallier à l'idée, mais il n'y avait jamais vraiment besoin de se presser. Le Sublime serait toujours là ; enfin, à condition que le hasard aveugle, votre propre stupidité ou la malveillance de quelqu'un d'autre ne mène d'abord à votre annihilation totale dans le Réel. Quant à savoir précisément comment c'était dans le Sublime, on pouvait tout imaginer : très rares étaient ceux qui en revenaient, et tous étaient profondément altérés. (…) C'était merveilleux. Telle était la teneur générale des vagues rapports qu'on en avait. Et presque au-delà de toute comparaison, littéralement indescriptible. (…) »
— La Sonate Hydrogène, Ailleurs et Demain, p. 72-73

## Compléments